# Vaginale afscheiding

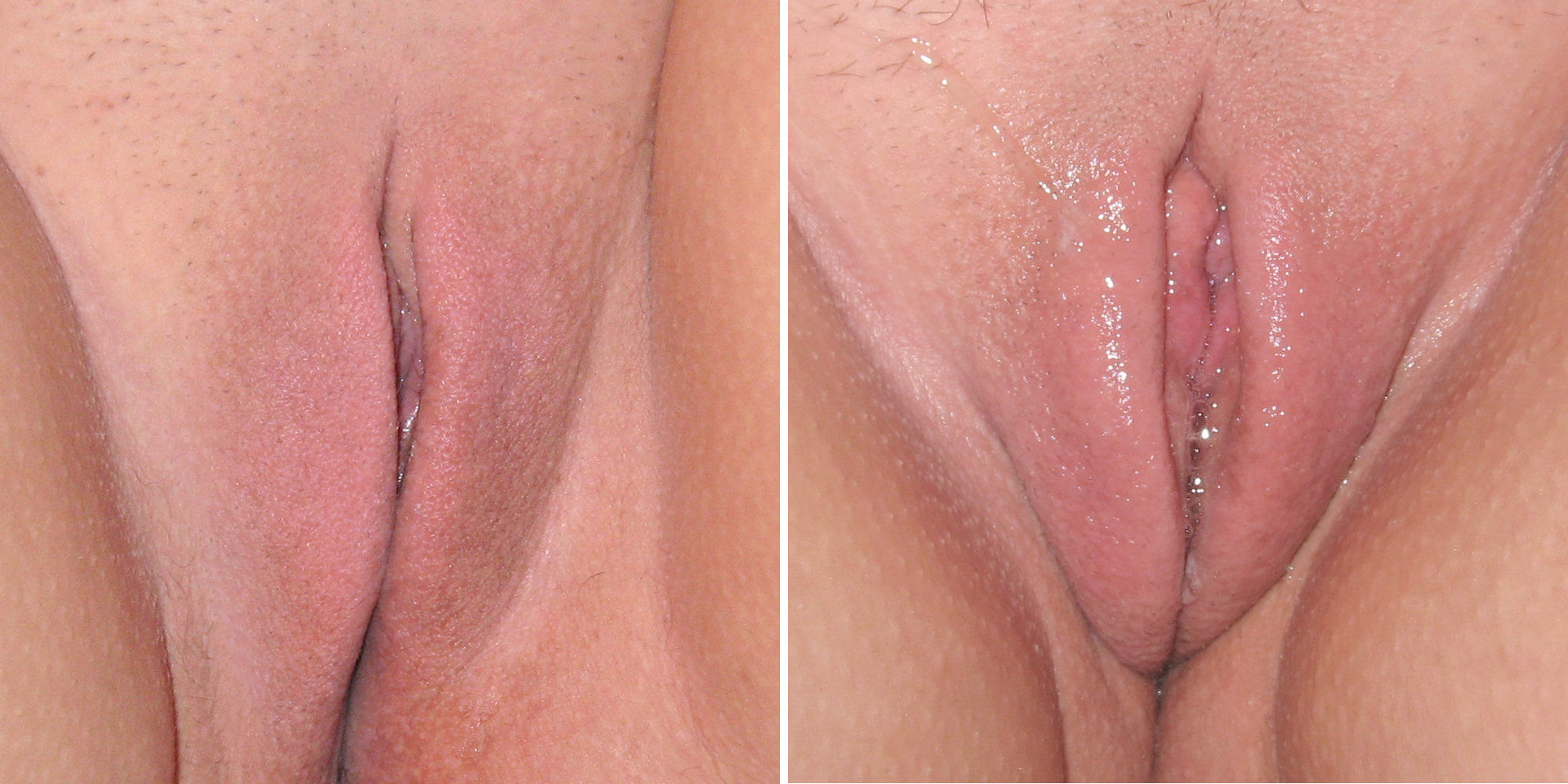
Menselijke vagina in normale (links) en opgewonden (rechts) toestand. Bij seksuele opwinding zwellen de schaamlippen op en wordt de vagina vochtig.

Vaginale afscheiding of vaginaal vocht is een door de menselijke vagina geproduceerd lichaamsvocht. Tijdens seksuele opwinding neemt de productie toe. Het vocht maakt bij geslachtsgemeenschap het binnendringen van de penis gemakkelijker en zorgt ervoor dat de wrijving tussen de vagina en de penis vermindert.

## Productie
De bloedaanvoer in en rond de vagina zorgt ervoor dat fijne druppeltjes vocht door de vaginawand lekken en zo de gehele vulva bevochtigen. Dit proces kan zich bij gezonde, jonge vrouwen in nauwelijks 30 seconden voltrekken en wordt ook wel de "zweetreactie" (transsudatie) genoemd. De secretie wordt dus niet door klieren veroorzaakt. Verwarring ontstaat wellicht door de aanwezigheid van de klier van Bartholin, maar deze zorgt slechts voor een klein deel van het vocht. Ook de kleine kliertjes in de baarmoedermond leveren geen noemenswaardige bijdrage aan de gehele productie.
De hoeveelheid vocht verschilt van vrouw tot vrouw en van dag tot dag, maar hangt over het algemeen af van de leeftijd, cyclusdag en mate van seksuele opwinding bij gemeenschap.

## Fysiologie
Als een vrouw seksueel opgewonden raakt, zwelt het weefsel dat de onderste centimeters van haar vagina bekleedt (het vaginale epithelium) op. Dit gaat tevens een slijmerige vloeistof afscheiden. Deze vloeistof ontstaat dus binnen de vagina, maar zal als de opwinding hoger wordt ook naar buiten lopen, uit de vaginale opening. Ook bevatten de binnenste schaamlippen bij de opening van de vagina de klieren van Bartholin, die ook slijm afscheiden dat als glijmiddel functioneert.
Het vrijkomen van deze vloeistoffen maakt stimulering van vagina en vulva en geslachtsgemeenschap voor zowel vrouw als man plezieriger. De hoeveelheid afscheiding verschilt van vrouw tot vrouw.
Door inwerking van de hormonen van de moeder, kunnen pasgeboren baby-meisjes ook wat vaginale afscheiding hebben. Dit verdwijnt enkele dagen na de geboorte.

## Samenstelling
De vloeistof bestaat uit water, pyridine, squaleen, ureum, azijnzuur, melkzuur, complexe alcoholen en glycolen, ketonen en aldehyden. Door de aanwezigheid van zuren smaakt de vloeistof licht zuur, de pH waarde ligt normaliter tussen 4 tot 4,5. Het melkzuur ontstaat door de lactobacillen die in de gezonde vagina aanwezig zijn, en die andere, schadelijke bacteriën verdringen.
De vloeistof is meestal helder en kleurloos, of doorschijnend. Opgedroogd krijgt de afscheiding een gelige kleur. De afscheiding bij een vrouw lijkt meer op het mannelijke voorvocht dan op het sperma. De consistentie kan variëren in bijvoorbeeld viscositeit, kleur of geur, afhankelijk van de mate van seksuele opwinding van de vrouw, de fase van de menstruatiecyclus, de aanwezigheid van een vaginale infectie en van het dieet. Rond de ovulatie raken de meeste vrouwen eerder opgewonden en wordt meer afscheiding geproduceerd.

## Gezondheid
De vagina hoeft van binnen niet gewassen te worden om de afscheiding te verwijderen. De afscheiding is van nature aanwezig en zorgt er juist voor dat de vagina schoon blijft. Gebruik van tampons (buiten de menstruatieperiode) om afscheiding tegen te gaan wordt afgeraden.
Vaginale droogheid is het verschijnsel dat er onvoldoende vocht aanwezig is. Er kan dan een kunstmatig glijmiddel gebruikt worden. Veel vrouwen maken zich zorgen over een normale hoeveelheid vaginale afscheiding, en vrezen, ten onrechte, last te hebben van bacteriële vaginose, witte vloed (leukorrhea) of een SOA. Normale afscheiding wordt in het Belgische taalgebied ook wel witverlies genoemd.

## Veranderingen van de afscheiding
Wanneer de vaginale afscheiding afwijkt van wat gebruikelijk is wat betreft hoeveelheid, kleur of geur, spreekt men van fluor vaginalis. Dit is het meest voorkomende gynaecologische probleem in de huisartsenpraktijk.
Sommige geneesmiddelen, onder andere sommige antihistaminica, kunnen de afscheiding verminderen. Dit kan ook komen door zwangerschap, borstvoeding, menopauze, veroudering in het algemeen, of diabetes.
Bij een meer dan een gewone afscheiding (witte vloed) kan er sprake zijn van een vaginale candida infectie, chlamydia trachomatis, bacteriële vaginose, trichomonasinfectie of gonorroe. Soms wordt echter geen oorzaak van abnormale afscheiding gevonden.

## Weinig vocht
Indien er weinig vaginaal vocht wordt geproduceerd, dan is de kans groot dat de coïtus pijnlijk zal zijn (dyspareunie). Om dit probleem op te lossen kan men als aanvulling een glijmiddel gebruiken. Vaseline en andere producten die gebaseerd zijn op petroleum kunnen het condoom of pessarium beschadigen en worden niet aangeraden. Een glijmiddel op waterbasis is een betere oplossing.
Een tekort aan vocht tijdens en na de menopauze is normaal. Tijdens die periode ontstaat atrofie van de vaginawand door vermindering van oestrogeen, een hormoon dat in de eierstokken (het ovarium) wordt geproduceerd. Crèmes op basis van oestrogeen kunnen, naast een glijmiddel, een goede oplossing bieden.

## Voldoende vocht
Soms produceert de vrouw wel genoeg vocht om de penis makkelijk te laten penetreren, maar lijkt de vagina na verloop van tijd droog te worden en te irriteren. Dit komt vaak voor bij een coïtus die langer dan 20 minuten duurt. De verklaring hiervoor is dat de vrouw te lang op de zogenaamde plateaufase wordt gehouden. De vochtproductie wordt hierdoor stopgezet.

## Overvloedig vocht
Men spreekt van overvloedig vaginaal vochtverlies als het vocht door het slipje of de kleren van de vrouw heen dringt. Bij penetratie glijdt de penis dan zo makkelijk naar binnen, dat de vaginawand nauwelijks gevoeld kan worden en het voor de man moeilijker is een orgasme te bereiken. Indien men even wacht tot de vagina terug droger wordt, kunnen de betrekkingen zonder problemen voortgezet worden. Verder is het mogelijk dat tijdens de zwangerschap een (tijdelijke) stijging in de hoeveelheid slijm wordt waargenomen. Een verklaring hiervoor is dat de bloedaandrang in het onderlichaam dan groter is. Ook langdurige seksuele stimulatie zonder orgasme kan een hogere vochtigheid met zich meebrengen. Tot slot wordt bij sommige vrouwen door de spiersamentrekkingen tijdens het orgasme een extra hoeveelheid vocht naar buiten gestuwd.
Vaginaal vocht kan ook spontaan, zonder seksuele opwinding, verschijnen. Dit komt vooral voor bij jonge meisjes in de loop van de puberteit, onder invloed van hormoonschommelingen.